# 茨城県道49号江戸崎新利根線

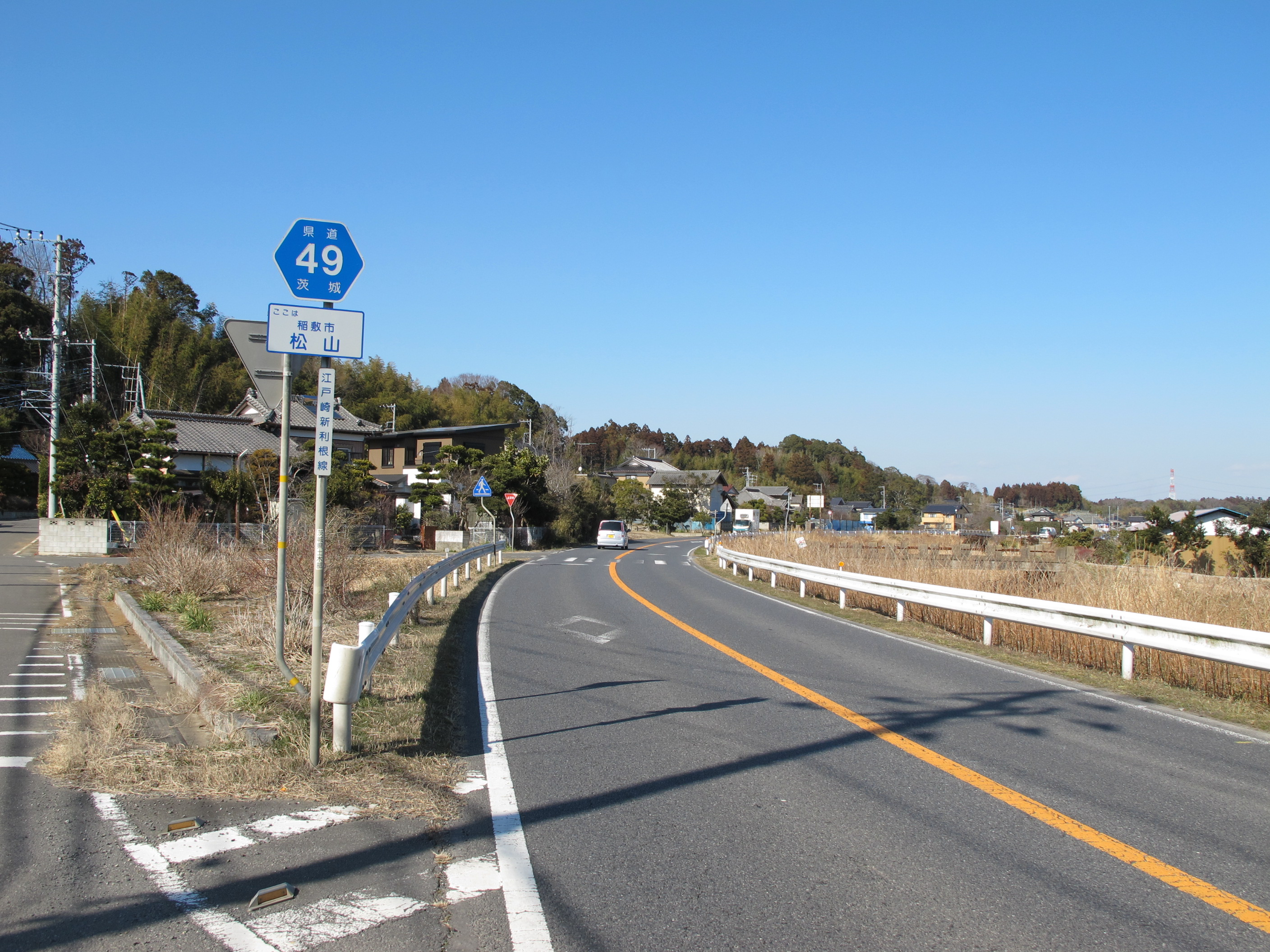
茨城県道49号江戸崎新利根線
稲敷市松山（2014年2月）

茨城県道49号江戸崎新利根線（いばらきけんどう49ごう えどざきしんとねせん）は、茨城県稲敷市市内を通る県道（主要地方道）である。

## 概要
茨城県稲敷市佐倉の国道125号（姥神交差点）から分岐して南下し、稲敷市角崎の角崎交差点（茨城県道5号竜ヶ崎潮来線）に接続する約11kmの主要地方道である。国道408号松山交差点から終点の角崎交差点までの1.6 km区間は国道408号と重複し、単独区間はそれ以北となる。当県道は、首都圏中央連絡自動車道（圏央道）稲敷インターチェンジ (IC) へ接続するバイパス道路の一部区間が整備されている。路線名称の「江戸崎」「新利根」は、平成の大合併で誕生した稲敷市の旧自治体名である江戸崎町、新利根町が由来で、稲敷市となった現在においても路線名は変更されることなく踏襲されている。

### 路線データ
- 起点：茨城県稲敷市佐倉字姥神1256番地先（国道125号交点 = 姥神交差点）[1]
- 終点：茨城県稲敷市角崎字角崎407番地先（茨城県道5号竜ヶ崎潮来線交点） = 角崎交差点）[1]
- 総延長：11.722 km[2]
- 重用延長：0.046 km[2]
- 未供用延長：なし[2]
- 実延長：11.676 km[2]
- 自動車交通不能区間延長[注釈 1]：なし[2]

## 歴史
1993年（平成5年）4月1日、前身にあたる主要地方道成田江戸崎線は、千葉県内の区間が国道408号と重複するため廃止され、同日、起点を茨城県内の稲敷郡江戸崎町、終点を稲敷郡新利根村とする区間を新たな主要地方道として江戸崎新利根線（整理番号66）が認定された。1995年（平成7年）、整理番号49に変更され現在に至る。

### 年表
- 1993年（平成5年）4月1日：
  - 県道江戸崎新利根線（整理番号66）が、路線認定される[4]。
  - 道路の区域は、稲敷郡江戸崎町大字佐倉から稲敷郡新利根村大字角崎までの区間 (11.42 km) に決定する[1]。
  - 同時に、成田江戸崎線（整理番号32）が廃止される[3]。
- 1993年（平成5年）5月11日 - 建設省から、県道江戸崎新利根線が江戸崎新利根線として主要地方道に指定される[5]。
- 1995年（平成7年）3月30日：整理番号66から現在の番号（整理番号49）に変更[6]。
- 1995年（平成7年）9月11日：江戸崎町大字佐倉 - 大字江戸崎字戸張甲（主要地方道土浦江戸崎線交点）の旧道 (2.2715 km) が指定解除により町道に降格する[7]。
- 2000年（平成12年）4月1日：江戸崎町大字板倉 - 江戸崎町大字松山の区間が、通行する車両の最大重量限度25トンの道路に指定される[8]。
- 2003年（平成15年）8月19日：江戸崎町大字佐倉 - 大字羽賀の稲敷ICに接続するバイパス区間を延伸（時崎十字路 - 羽賀丁字路：902m）する道路区域が決定する[9]。
- 2008年（平成20年）4月1日：稲敷市佐倉 - 同市江戸崎、稲敷市江戸崎 - 同市松山の各区間を、通行する車両の高さの最高限度4.1mの道路に指定[10]。
- 2009年（平成21年）3月9日：稲敷市大字江戸崎字戸張町甲（一般県道江戸崎下総線） - 同市大字江戸崎字道城沖乙（現道交点）の旧道区間 (921m) が県道指定を解かれ、市道に降格[11]。
- 2009年（平成21年）3月21日：首都圏中央連絡自動車道稲敷IC開通に合わせ、稲敷市羽賀（羽賀丁字路） - 同市沼田（稲敷IC入口）までバイパスの一部 (1.8 km) が開通する[12][13]。
- 2014年（平成26年）4月1日：稲敷市沼田 - 同市羽賀のバイパス区間が、通行する車両の高さの最高限度4.1mの道路に指定される[14]。
- 2016年（平成28年）3月16日：稲敷市江戸崎（県道稲敷阿見線交点） - 同市沼田（稲敷IC入口）のバイパスの一部 (1.1 km) が開通[15]。

## 路線状況
全線舗装・片側1車線である。また、江戸崎中心部以外は信号も少ない。首都圏中央連絡自動車道（圏央道）稲敷ICへ接続するバイパス道路も整備されており、稲敷ICから成田方面への交通アクセス道路として供用されている。
道路法の規定に基づき、稲敷市佐倉（姥神交差点） - 同市松山（松山交差点）および、稲敷市沼田（稲敷IC） - 同市羽賀（羽賀丁字路交差点）間は、緊急輸送道路として機能を維持するため、災害発生時の被害拡大防止を目的に道路用地内に電柱を建てることが制限されている。

### バイパス
- 江戸崎バイパス

昭和50年に開通した、佐倉〜城下橋までの旧江戸崎市街地を西側にバイパスするルート。
- 江戸崎新利根線バイパス

稲敷市江戸崎市街を迂回し圏央道稲敷ICにアクセスする道路として平成4年度より整備事業中の計画延長5.4 km、幅員18 m（車道部6.5 m）のバイパス。江戸崎新利根線現道とは、稲敷市佐倉から分岐して稲敷市芳賀（芳賀丁字路）で合流する計画である。2009年に、首都圏中央連絡自動車道稲敷IC開通に合わせて、稲敷ICから芳賀丁字路までの区間（延長1.8 km）が部分開通し、2016年3月現在、その延長にあたる江戸崎地内の県道稲敷阿見線交点から稲敷ICまでの1.1 km区間が部分開通した。前述の江戸崎バイパスをさらにバイパスする経路を取る。

### 重複区間
- 国道408号（茨城県稲敷市松山・松山交差点 - 茨城県稲敷市角崎・終点、約1.6 km）

### 道路施設
- 現道
  - 城下橋（沼里川、稲敷市江戸崎）
  - 羽賀橋（承水路、稲敷市松山）
  - 松山橋（承水路、稲敷市松山）
- バイパス
  - 沼田跨道橋（首都圏中央連絡自動車道、稲敷市沼田）
  - 沼里橋（沼里川、稲敷市時崎 - 小芳賀）
  - 羽賀跨道橋（稲敷市江戸崎みらい）

### 交通量
- 稲敷市羽賀 - 佐倉：9,930台/日（平成22年度調査）[13]

## 地理

### 通過する自治体
- 稲敷市

### 交差する主な道路
- 国道125号（起点）
- 首都圏中央連絡自動車道（圏央道） 稲敷IC
- 茨城県道206号新川江戸崎線（稲敷市佐倉）
- 茨城県道103号江戸崎下総線（稲敷市江戸崎）
- 茨城県道25号土浦稲敷線（稲敷市江戸崎）
- 茨城県道231号稲敷阿見線（稲敷市江戸崎）
- 国道408号（稲敷市松山）
- 国道408号・茨城県道5号竜ヶ崎潮来線（稲敷市角崎、終点）

### 沿線にある施設など
- ザ・インペリアルカントリークラブ（稲敷市佐倉）
- 江戸崎カントリー倶楽部（稲敷市芳賀）